# Sphaerochthonius gemma
Sphaerochthonius gemma är en kvalsterart som först beskrevs av Oudemans 1909.  Sphaerochthonius gemma ingår i släktet Sphaerochthonius och familjen Sphaerochthoniidae. Inga underarter finns listade i Catalogue of Life.